# Emiliano Cerdá
Emiliano Cerdá (n. Buenos Aires, Argentina; 22 de enero de 1987) es un jugador que se destaca por su juego aéreo, Buen pie y sus pases largos de calidad.

## Trayectoria
Jugaba en la reserva de Boca Juniors Llegando a la primera en una gira internacional por Israel, de la mano de Alfio "Coco" Basile como DT. Formó parte de la Selección Argentina Sub-20 en el 2005, en un torneo en Japón con la conducción de Francisco Ferraro.
En el año 2008 no renovó contrato con Boca, y tiene el pase en su poder.

## Clubes
| Club              | País      | Año       |
| ----------------- | --------- | --------- |
| All Boys          | Argentina | 2008-2009 |
| San Telmo         | Argentina | 2009      |
| KS Teuta Durrës   | Albania   | 2010      |
| SC Kriens         | Suiza     | 2010      |
| Deportivo Mandiyú | Argentina | 2012-2013 |